# Papa Inocențiu al VI-lea
Papa Inocențiu al VI-lea cu numele de mirean, Étienne Aubert (n. 1282, Beyssac, Limousin, Franța – d. 12 septembrie 1362, Avignon, Grand Avignon⁠(d), Statele Papale) a fost un papă al Romei între 18 decembrie 1352–12 septembrie 1362.

.
1. ↑  BeWeB, accesat în 13 februarie 2021
2. ↑  Catholic-Hierarchy.org, accesat în 19 octombrie 2020
3. ↑  IdRef, accesat în 1 mai 2020